# Шапошников Борис Михайлович
Бори́с Миха́йлович Ша́пошников (20 вересня (2 жовтня) 1882, Златоуст, Уфимська губернія, Російська імперія — 26 березня 1945, Москва, РРФСР, СРСР) — російський та радянський військовий діяч і військовий теоретик, Маршал Радянського Союзу (1940). Під час німецько-радянської війни з липня 1941 по травень 1942 начальник Генштабу, з травня 1942 по червень 1943 заступник наркома оборони, в 1943—1945 начальник Вищої військової академії ім. К. Е. Ворошилова. Один з найвидатніших радянських військових теоретиків, мав величезний внесок в теорію та практику побудови Зброяних сил СРСР, в їхньому укріпленні та підготовці військових кадрів. 
Автор книги «Мозок армії». З кінця 1930-х років один з головних радників Йосипа Сталіна з військових питань. «Патріарх» Генерального штабу. Професор. Єдиний Маршал Радянського Союзу, який вибув зі збройних сил СРСР під час Другої світової війни (з причини смерті від хвороби). Депутат Верховної Ради СРСР 1-го скликання. Кандидат у члени ЦК ВКП(б) (1939—1945).

## Життєпис
Народився в родині службовців Михайла Петровича (1837—1912) та вчительки Пелагії Кузьминічної. Навчався в Красноуфимському промисловому і Пермському реальному училищах.

### Ранні роки і початок військової кар'єри
У 1901–1903 роках Шапошников навчався в Московському Олексіївському військовому училищі, яке закінчив по 1-му розряду і був проведений в чин підпоручика. Почав службу в 1-му Туркестанському стрілецькому батальйоні в Ташкенті, в 1903–1907 роках командував півротою.
У 1907–1910 роках навчався в Академії Генерального штабу. Проведений в штабс-капітани. Після закінчення академії продовжив службу в Ташкенті, де в 1910—1912 роках командував ротою. У 1912 році переведений старшим ад'ютантом штабу 14-ї кавалерійської дивізії в Ченстохова.

### Перша світова війна
З серпня 1914 року брав участь у Першій світовій війні на посаді ад'ютанта штабу 14-ї кавалерійської дивізії на Західному фронті, показав добре знання тактики, проявив особисту відвагу. У жовтні 1914 року був контужений. У січні — листопаді 1915 — помічник старшого ад'ютанта розвідвідділу штабу 12-ї армії на Північно-Західному фронті. У листопаді 1915 — травні 1916 року — начальник штабу Окремої зведеної козачої бригади.
У вересні 1917 року Шапошников проведений в чин полковника і призначений на посаду командира Мінгрельського гренадерського полку.
За військові подвиги і заслуги перед батьківщиною Борис Шапошников був нагороджений орденом Святого Станіслава 3-го ступеня, орденом Святого Володимира 4-го ступеня, орденом Святої Анни трьох ступенів.
У листопаді 1917 року на з'їзді делегатів військово-революційних комітетів був обраний начальником Кавказької гренадерської дивізії.

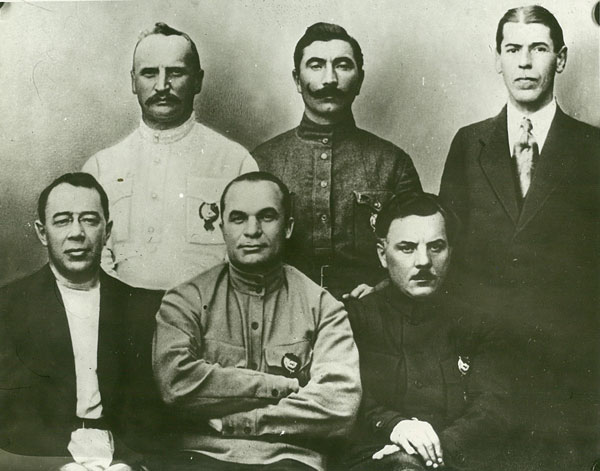
Група командувачів.
Сидять: член Реввійськради Республіки С. І. Гусєв, командуючий військами Південно-Західнно-Західного фронту О. І. Єгоров, член Реввійськради 1-ї Кінної армії К. Є. Ворошилов.
Стоять: начальник штабу Південно-Західнно-Західного фронту М. М. Петін, командуючий 1-ю кінною армією С. М. Будьонний, начальник оперативного управління Польового штабу Реввійськради Республіки Б. М. Шапошников. 1921 рік

### Громадянська війна у Росії
22 травня 1918 року під час Громадянської війни вступив у Червону Армію. Був помічником начальника Оперативного управління штабу Вищої військової ради. З 7 вересня до кінця жовтня 1918 року — начальник розвідвідділу Штабу РВРР. З 30 вересня — у Військовому відділі Вищої військової інспекції РСЧА. З 4 березня 1919 року — перший помічник начальника штабу Української РСР. З 15 серпня 1919 року — начальник Розвідувального відділення, а з 12 жовтня — начальник Оперативного управління Польового штабу Реввійськради Республіки.
Брав участь у розробці плану розгрому військ Денікіна в жовтні 1919 року, планів кампаній 1920 року на Південно-Західному, Західному фронтах і в Криму.
Шапошников розробляв більшість основних директив, наказів, розпоряджень фронтам і арміям. У 1921 році був нагороджений орденом Червоного Прапора.

### Міжвоєнний період

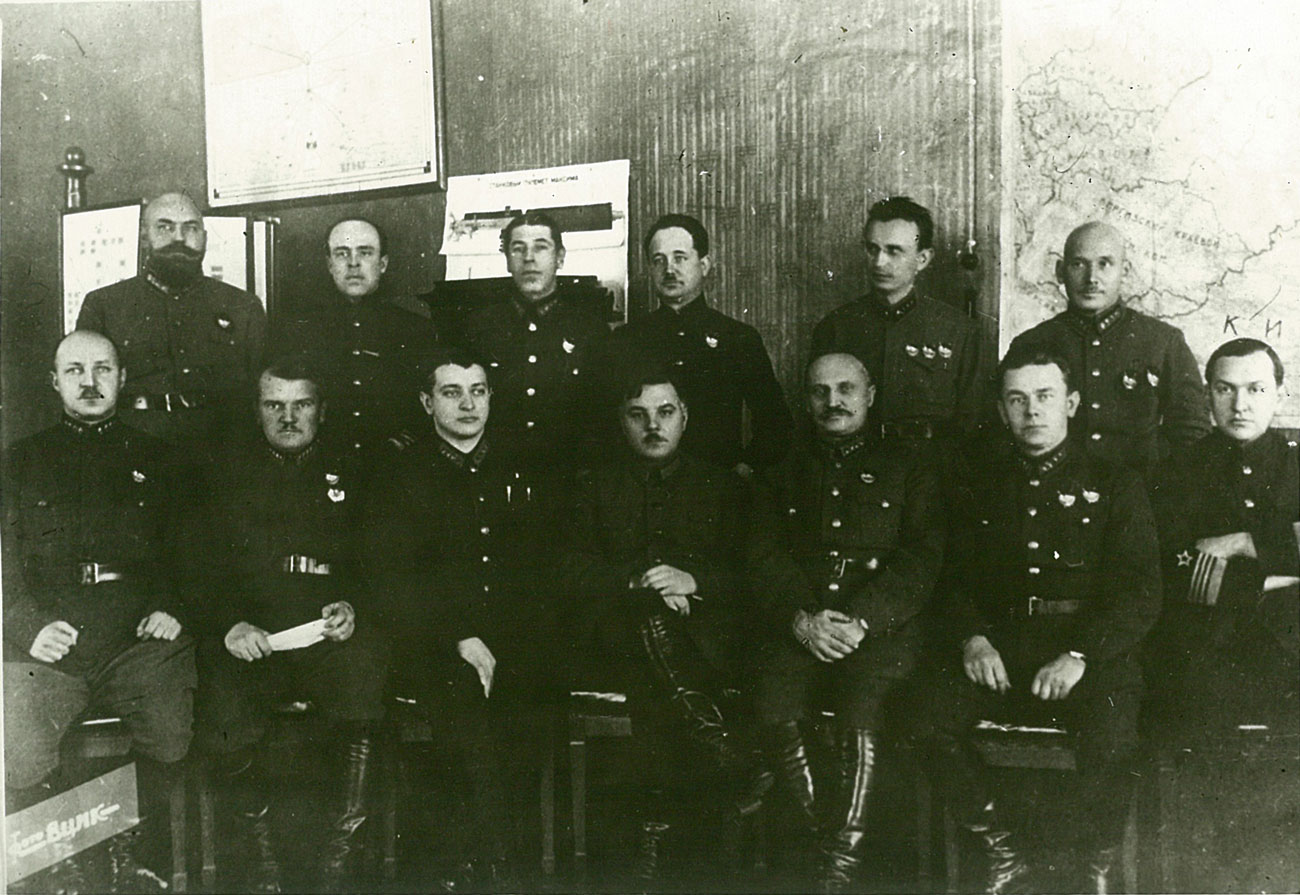
Зустріч командувачів та командирів РСЧА.
У центрі сидять М. М. Тухачевський, К. Є. Ворошилов, М. М. Петін. Борис Шапошников стоїть між Тухачевським і Ворошиловим. 1927 рік

Після закінчення Громадянської війни, з 1921 року — 1-й помічник начальника Штабу РСЧА. У 1925–1927 роки — командувач військами Ленінградського, з травня 1927 — Московського військових округів. У 1928–1931 роки — начальник Штабу РСЧА. У 1930 році вступив у ВКП (б). З липня 1931 — командувач військами Приволзького ВО. У 1932–1935 роки — начальник, військовий комісар і професор Військової академії імені М. В. Фрунзе.
У 1935–1937 роки знову командував військами Ленінградського військового округу, отримавши 20 листопада 1935 року звання командарм першого рангу. З 10 травня 1937 року — начальник Генштабу РСЧА.
У червні 1937 року входив до складу Спеціальної судової присутності під час суду над М. М. Тухачевським, Й. Е. Якіром, І. П. Уборевичем та інших.
Кандидат у члени ЦК ВКП (б) з 21 березня 1939 року. З 10 вересня 1939 по 9 квітня 1941 року — член Комітету оборони при РНК СРСР.
Варто відзначити, що Шапошников користувався великою повагою Сталіна. Борис Михайлович був одним з небагатьох, до кого той звертався на ім'я та по батькові, а не «товариш Шапошников», як до решти керівників країни і армії. З кінця 1930-х років він був одним з головних радників Сталіна з військових питань.
Перед початком Радянсько-фінської війни Борис Шапошников підготував стратегічний план штурму укріплених позицій фінської оборони, який був відкинутий Сталіним. В результаті, Червона Армія зазнала великих втрат у наступальних боях. Лише після прийняття його плану вдалося досягти успіху і подолати лінію Маннергейма (лютий 1940). 31 грудня 1939 року був нагороджений орденом Леніна.
7 травня 1940 року Шапошникову було присвоєне звання Маршал Радянського Союзу.
У серпні 1940 року за станом здоров'я він був знятий з поста начальника Генштабу і призначений заступником наркома оборони СРСР зі спорудження укріплених районів.

### Друга світова війна
З початком Великої Вітчизняної війни — з 23 червня по 16 липня 1941 року працював в Раді з евакуації при РНК СРСР. З 10 липня член Ставки Верховного Головнокомандування. З 29 липня знову призначений начальником Генштабу РСЧА. Зробив важливий внесок в організацію оборони Москви і переходу Червоної Армії в контрнаступ. 11 травня 1942 року був знятий з поста начальника Генштабу РЧСА після поразки Кримського фронту під Керчю, на цій посаді його змінив А. М. Василевський.
З травня 1942 по червень 1943 року — заступник наркому оборони СРСР. У червні 1943 року призначений начальником Військової академії Генерального штабу.
Помер від туберкульозу 26 березня 1945 року, не доживши 44 дні до перемоги. Урна з його прахом похована в Кремлівській стіні на Червоній площі в Москві.

## Історична роль
Маючи великий досвід штабної роботи та управління військами, Шапошников зробив значний внесок у теорію і практику будівництва Збройних сил СРСР, в їх зміцнення і вдосконалення, підготовку військових кадрів. Він багато працював над розвитком військової науки, над узагальненням бойового досвіду Першої світової та Громадянської війни.
За його безпосередньої участі були розроблені пропозиції про підготовку і ведення найважливіших операцій радянських військ в 1939–1942 роках: Вторгнення СРСР до Польщі, Фінська компанія, Смоленська битва (1941), контрнаступ під Москвою і загальний наступ Червоної Армії взимку 1941/1942 рр.
Брав участь в комісії з розробки статутів, відображаючи в них основні положення військової доктрини СРСР. У найбільш відомій праці «Мозок армії» (1927) визначив основні положення про характер майбутньої війни, глибоко розкрив особливості керівництва армією у війні і дав чітке уявлення про роль, функції та структуру Генерального штабу як органу Верховного Головнокомандування з управління Збройними силами.
Шапошников відзначається у військовій історії як видатний військовий теоретик, який добре знає оперативно-стратегічні питання.

## Нагороди

### Російська імперія
- Орден Святої Анни 4-го ступеня (26.10.1914)
- Орден Святого Володимира 4-го ступеня з мечами і бантом (02.11.1914)
- Орден Святої Анни 3-го ступеня з мечами і бантом (1915)
- Орден Святого Станіслава 3-го ступеня з мечами і бантом (22.07.1916)
- Орден Святої Анни 2-го ступеня з мечами (01.11.1916)

### СРСР
- 3 Ордена Леніна (31.12.1939, 03.10.1942, 21.02.1945)
- 2 Ордена Червоного Прапора (14.10.1921, 03.11.1944)
- Орден Суворова I ступеня (22.02.1944)
- 2 Ордена Червоної Зірки (15.01.1934, 22.02.1938)
- Медаль «XX років Робітничо-Селянській Червоній Армії» (22.02.1938)
- Медаль «За оборону Москви» (01.05.1944)